# Metrowagonmasch 81-740/741

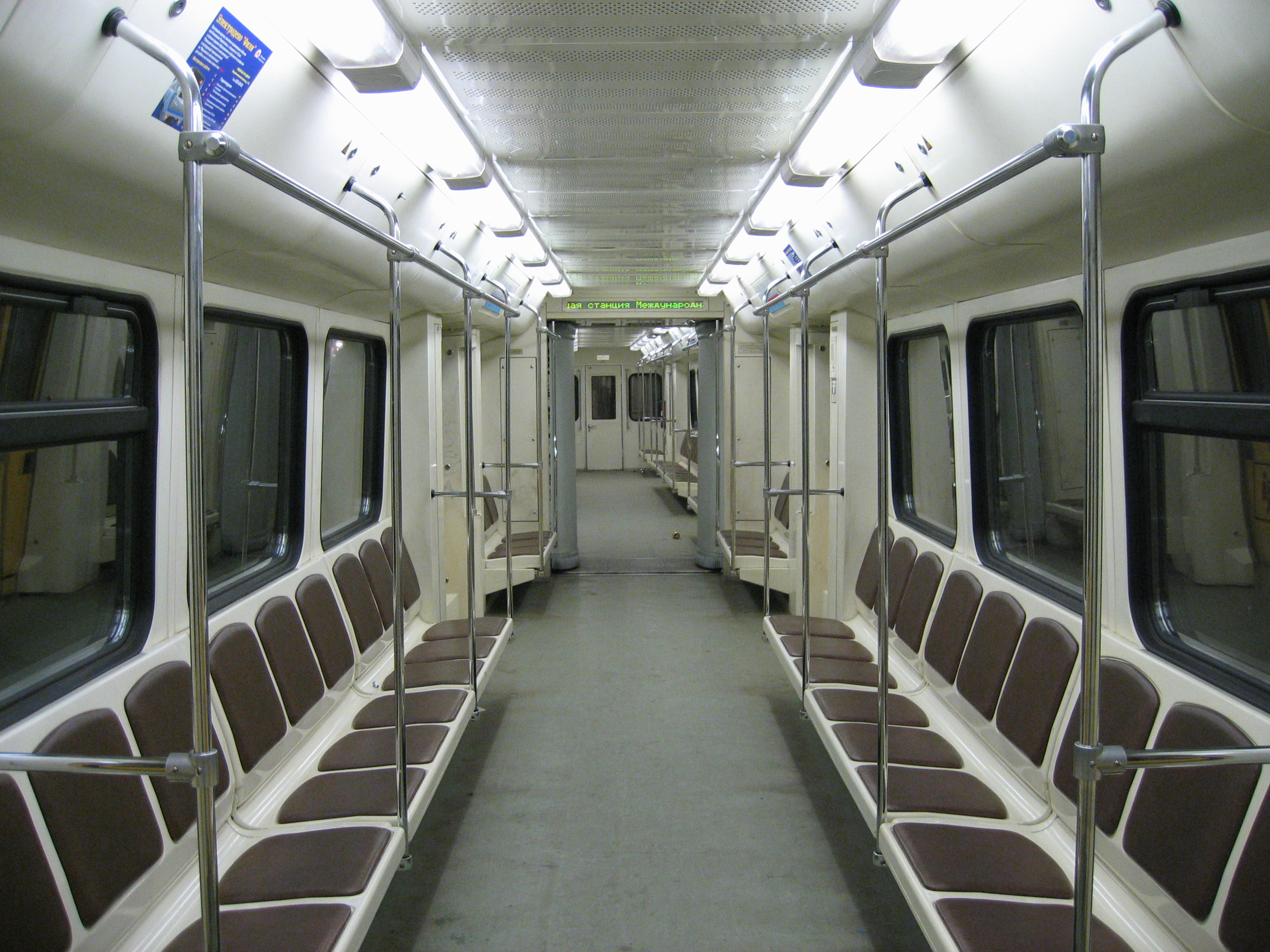
Baureihe 81-740/741, Innenansicht

Die Baureihe 81-740/741 ist eine Baureihe von U-Bahn-Fahrzeugen des russischen Maschinenbaubetriebes Metrowagonmasch. Außer der numerischen Baureihenbezeichnung werden die Wagen auch Russitsch genannt (russisch Русич, ein ansonsten veralteter Begriff für einen Bewohner der Rus oder schlichtweg für einen Russen). Die für relativ schwach beanspruchte U-Bahn-Linien (vor allem die sogenannte „Light-Metro“) konzipierten Züge sind gegenwärtig in der Metro Moskau sowie in der Metro Sofia in Bulgarien im Einsatz.

## Entwicklungsgeschichte
Mit der Entwicklung eines vollkommen neuen Wagentyps als die bislang in der Moskauer U-Bahn zum Einsatz kommenden Wagen der Baureihe 81-717/714 sowie der Vorgängerbaureihen beauftragte die Metro Moskau ihren Hauptlieferanten, die Metrowagonmasch-Werke in Mytischtschi in der Nähe von Moskau, Anfang 2001. Wenige Jahre zuvor war für die russische Hauptstadt ein Netz aus mehreren sogenannten „Mini-Metrolinien“ in Erwägung gezogen, die im Prinzip eine Stadtbahn darstellen sollten. Vor allem das neue Geschäftsviertel Moskau City musste eine Schnellverkehrsanbindung erhalten, wobei die gewöhnliche Metro hierfür zunächst als zu teuer betrachtet wurde. Später wurde jedoch das Vorhaben eines eigenständigen Stadtbahnnetzes aus verschiedenen Gründen verworfen, und speziell für Moskau City fand man eine andere Lösung: Es sollte ein neuer Abzweig an die bereits bestehende Filjowskaja-Linie angeschlossen werden, den Züge im Wechsel mit der Stammstrecke befahren sollten. Wegen relativ geringer Auslastung dieser Linie erschien diese Lösung unproblematisch und wurde später – in den Jahren 2005 bis 2006 – auch umgesetzt. Darüber hinaus entschloss sich Moskau Anfang der 2000er Jahre für den Bau einer sogenannten „Light-Metro“-Linie in die Satellitensiedlung Butowo, um die Kosten gegenüber dem Bau einer gewöhnlichen U-Bahn dorthin zu sparen. Sowohl der Abzweig nach Moskau City als auch der Bau der Light-Metro erforderten Fahrzeuge, die auch mit konventionellen Moskauer Metrolinien vollständig kompatibel sein sollten. Zudem sollte die neue Baureihe für den winterlichen Einsatz im Freien optimiert sein – eine Eigenschaft, die die 81-717/714er Züge gerade nicht haben, da sie keine autonome Ventilation des Innenraumes beinhalten.
Da die Eröffnung der neuen Metrolinie nach Butowo bereits für Dezember 2003 angesetzt wurde, blieben Metrowagonmasch etwa zwei Jahre für die Entwicklung der neuen Wagenbauart nach Vorgaben. Da es unmöglich erschien, in dieser Frist ein komplett neues Fahrzeug zu konzipieren, nahm man die Entwicklung auf Basis der einige Jahre zuvor versuchsweise hergestellten Züge der Baureihe 81-720/721 auf, die bereits seit Anfang der 1990er Jahre in Mytischtschi erarbeitet wurde. Insgesamt wurden auf dieser Basis etliche Verbesserungen sowohl in der Innen- als auch in der Außenausstattung der Wagen vorgenommen. Erstmals in der russischen U-Bahn-Geschichte handelte es sich bei den neuentwickelten Fahrzeugen um zweiteilige Gelenkwagen. Das Gelenk stützt sich auf einem Jakobsdrehgestell ab. Die Züge erhielten Drehstrom-Asynchronmotoren, die in der ersten Produktionsserie aus der Produktion von Alstom stammten. Erst 2005 nahm Metrowagonmasch die Produktion von vergleichbaren Motoren auf, die seitdem in die Wagen dieser Baureihe eingebaut werden. Die Enddrehgestelle sind Trieb-, die Jakobsdrehgestelle Laufdrehgestelle. Sämtliche Wagen sind Triebwagen, analog zur Vorgängerbauart bezeichnet 81-740 die Endwagen mit einem und 81-741 die Mittelwagen ohne Führerstand. Die Gelenke sind mit breiten Übergängen mit Faltenbalg versehen, damit hat ein Doppelwagen einen durchgehenden Fahrgastraum. An den führerstandslosen Wagenenden gibt es die U-Bahn-typischen Schlupftüren insbesondere als Evakuierungsmöglichkeit von an Engstellen haltenden Wagen. Für die Nutzung durch die Fahrgäste im Regelfall sind sie nicht vorgesehen.

## Einsatz
Schließlich ging im Dezember 2003 die Butowskaja-Linie in Betrieb. Sie wurde mit aus drei Gelenkwagen gebildeten Zügen bedient. Doch damit war die Entwicklung der Baureihe noch nicht abgeschlossen: Im Winter 2004 kam es auf der Linie mehrfach zu technischen Pannen mit dem Bremssystem der Züge, woraufhin sie zeitweise sogar komplett aus dem Verkehr gezogen werden und durch Züge der Baureihe 81-717/714 ersetzt werden mussten. In den nächsten Monaten wurden die Ursachen von Alstom und Metrowagonmasch gemeinsam ermittelt und beseitigt. Seit 2004 sind die Russitsch-Wagen wieder in vollem Umfang auf der Butowskaja-Linie im Einsatz. Da sich die Technik für den Einsatz im Freien seitdem weitgehend bewährt hat, beschloss die Metro Moskau, diese Baureihe nicht nur für die Light-Metro, sondern auch für einige, vergleichsweise schwach ausgelastete, konventionelle Linien zu bestellen. So verkehren die Russitsch-Züge seit September 2005 auch auf der Filjowskaja-Linie. Sie erhielt zu diesem Zeitpunkt auch den Abzweig nach Moskau City. Inzwischen hat die Baureihe 81-740/741 dort die alten Wagen vom Typ E komplett abgelöst. Seit Ende 2006 sind Russitsch-Züge auch auf der Arbatsko-Pokrowskaja-Linie im Einsatz und haben die bisher eingesetzten Wagen weitgehend ersetzt.

### Metro Sofia
2005 beschaffte auch die Metro Sofia sechs Züge der Baureihe 81-740/741, die dort seitdem gemeinsam mit den einige Jahre zuvor gelieferten Wagen der Bauart 81-717/714 zum Einsatz kommen. 2009 wurden weitere drei Russitsch-Züge nach Sofia geliefert.

### Variante mit höherer Kapazität
2008 entwickelte Metrowagonmasch im Auftrag der Metro Moskau eine Modifikation der Baureihe, deren Hauptunterschied zu den herkömmlichen Zügen darin besteht, dass jeder Doppelwagen über sechs statt vier Türen pro Seite verfügt. Dies ermöglichen einen zügigeren Fahrgastwechsel und erlauben somit auch den Einsatz auf intensiver beanspruchten Strecken. Erstmals in der Geschichte des russischen U-Bahn-Wagenbaus erhielten die Züge mit dieser Modifikation auch eine Klimaanlage im Fahrgastraum. Nach einer Testphase 2008/2009 wurde der erste Zug der neuen Reihe im Juli 2009 an das Depot der Ringlinie ausgeliefert. 2010 folgten jeweils mehrere Züge für die Kolzewaja- und die Arbatsko-Pokrowskaja-Linie, für 2011 sind weitere Anschaffungen vorgesehen. Inzwischen wird nur noch diese Modifikation der Russitsch-Baureihe gefertigt und ausgeliefert.